# سیمون پوپلین
سیمون پوپلین (انگلیسی: Simon Pouplin؛ زادهٔ ۲۸ مهٔ ۱۹۸۵) بازیکن فوتبال اهل فرانسه است.
از باشگاه‌هایی که در آن بازی کرده‌است می‌توان به باشگاه فوتبال سوشو، باشگاه فوتبال رن، باشگاه فوتبال فرایبورگ، و باشگاه فوتبال نیس اشاره کرد.
وی همچنین در تیم ملی فوتبال زیر ۲۱ سال فرانسه بازی کرده‌است.